# Thorelliola javaensis
Thorelliola javaensis là một loài nhện trong họ Salticidae.
Loài này thuộc chi Thorelliola. Thorelliola javaensis được Gardzinska & Patoleta miêu tả năm 1997.